# 256 TCN
Năm 256 TCN là một năm trong lịch Julius. 

## Sự kiện
Chiến tranh liệt quốc ở Trung Quốc ngày càng khốc liệt. Tần Chiêu Tương vương đánh diệt Tây Chu, bắt vua Chu Noãn Vương. Nước Sở diệt nước Lỗ.

## Sinh
- Hán Cao Tổ, Hoàng đế sáng lập nhà Hán.